# ウエストライフ
ウエストライフ（Westlife）は、1998年に結成されたアイルランド出身の男性ボーカルグループ。
結成当初はブライアン・マックファーデンを入れた5人だったが、2004年に脱退。ブライアンはソロ歌手に転向し、グループは4人で活動を続行した。2012年に一度解散。
2018年10月3日、解散時点のメンバーでのニューアルバムとツアーが正式に発表された。

## 概要
ウエストライフのファンは国際的で、地元アイルランドと隣国イギリスだけにとどまらず、西ヨーロッパ、カナダ、オーストラリア、アジアでも人気がある。
1999年から2007年の間に14曲もの全英ナンバー1シングルをリリースしており、これはエルヴィス・プレスリー、ビートルズに次ぐ3番目の記録である。イギリスの音楽史上7曲連続で1位を獲得したのはウエストライフだけで、イギリスで唯一ITVの「レコード・オブ・ザ・イヤー」に4度（1999年「フライング・ウィズアウト・ウィングス」、2000年「マイ・ラヴ」、2003年「哀しみのマンディ」、2005年「ユー・レイズ・ミー・アップ」）輝き、ブリット・アワードを2度受賞している。イギリスの有名なコンサート会場・ウェンブリー・アリーナで、2006年に23回目のライブをしたのも新記録である。
たくさんのビッグ・アーティスト（マライア・キャリー、BoA、ダイアナ・ロス、ダニー・オズモンド、ルル、ドナ・サマー）とデュエットをしている。しかしながら、ウエストライフはアメリカ市場では成功をおさめていない。2000年に「愛の誓い〜スウェアー・イット・アゲイン」がリリースされ、MTVでも紹介されたが、ビルボード・チャート最高20位に終わる。アメリカで一番良く知られているといえるのは、全英チャート10位を記録した「フライング・ウィズアウト・ウィングス」であり、この曲は『アメリカン・アイドル』セカンド・シーズンの勝者、ルーベン・スタッダードのアルバムに収録されている。

## メンバー

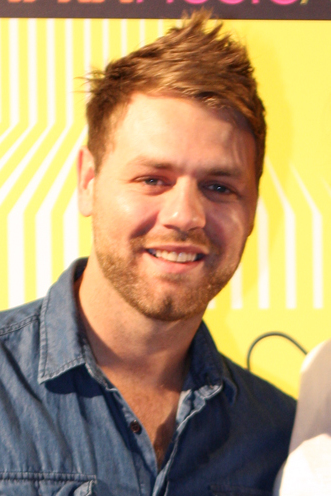
ブライアン・マックファーデン

- キーアン・イーガン (Kian Egan)、身長175cm。
- シェーン・フィラン (Shane Filan)、身長175cm。
- ニッキー・バーン (Nicky Byrne)、身長175cm。
- マーク・フィーリー (Mark Feehily)、身長178cm。

### 旧メンバー
- ブライアン・マックファーデン (Brian McFadden)、身長186cm。（脱退後、現在はソロ活動中）。

## 来歴

### 結成
ウエストライフは、1998年7月にスライゴ出身のキーアン・イーガン、シェーン・フィラン、マーク・フィリーと、ダブリン出身のニッキー・バーン、ブライアン・マックファーデンによってアイルランドで結成された。
当初、キーアン、シェーン、マークの3人は「IOYOU」という6人組グループに属しており、この3人はバンド・メンバーを探してダブリンで行われたオーディションでリクルート活動をするチャンスを与えられた。そこでニッキー、ブライアンと知り合う。最初は5人で「ウエストサイド（Westside）」というバンド名で活動したが、アメリカに同じ名前のグループがいたため、新しいグループ名「ウエストライフ（Westlife）」に改名した（IOUというバンド名もすでに使われていた）。ボーイゾーンのローナン・キーティングとルイ・ウォルシュがマネージャーに就任し、シェーン、ブライアン、マークがリードボーカルを担当。キーアンとブライアンがピアノ、ギターを弾け、またメンバー全員が作詞をできる（しかし、ほとんどのヒット曲がメンバー以外の作詞家によって作られている）。この年にはバックストリート・ボーイズの前座としてダブリンでライブを行った。

### デビュー
1999年4月、ウエストライフのファースト・シングル「愛の誓い〜スウェアー・イット・アゲイン」がイギリスでリリースされ、チャート1位を獲得する。8月には「イフ・アイ・レット・ユー・ゴー」が、10月には「フライング・ウィズアウト・ウィングス」がそれぞれ1位を獲得する。11月にはファースト・アルバム『ウエストライフ』がリリースされ、全英アルバムチャート2位を記録した。

### アルバム『コースト・トゥ・コースト』
2000年3月にデビュー・アルバムから最後のシングル「フール・アゲイン」がリリースされ、4月には全英チャート1位を記録する。11月には早くもセカンド・アルバム『コースト・トゥ・コースト』がリリースされ、イギリスの音楽史上4番目の売り上げを記録した。このアルバムからはフィル・コリンズのカバー曲「見つめて欲しい」と「マイ・ラヴ」をシングルとしてリリースする。「見つめて欲しい」はマライア・キャリーとのデュエットで全英チャート1位を、バラード調の「マイ・ラヴ」も大ヒットし全英チャート1位を記録した。だが、8枚目のシングル「ホワット・メイクス・ア・マン」はBBCの子供向け教育番組『ボブとはたらくブーブーズ』のテーマ曲「Can We Fix It?」に阻まれ全英チャート1位を逃したため、ギネス記録はストップした。

### アルバム『ワールド・オブ・アワ・オウン』
このアルバムを引っ提げ、初めてツアーを敢行。2002年12月にはサード・アルバム『ワールド・オブ・アワ・オウン』がリリースされる。このアルバムにはウエストライフのメンバー自身が書いた曲が8曲収録されており、その中の「クイーン・オブ・マイ・ハート」と「ワールド・オブ・アワ・オウン」は全英チャート1位を記録した。

### ベスト・アルバム
2002年12月に解散が噂される中、ウエストライフ初のベスト・アルバムとなる『ザ・グレイテスト・ヒッツ〜アンブレイカブル』をリリースし、全英アルバムチャート1位を記録する。日本でもオーストラリア地域と合わせてボーナストラックを加えて発売されている。

### アルバム『ターンアラウンド』
約1年ぶりに4枚目のスタジオ・アルバム『ターンアラウンド』がリリースされる。このアルバムも全英チャート1位を記録し、4年で4枚の全英チャート1位を記録した。また、このアルバムからのシングル「哀しみのマンディ」は全英チャート1位を記録した（この曲はバリー・マニロウのカバー曲）。また、この年には3度目となるイギリス・レコード・オブ・ザ・イヤーを受賞する（5年で3度受賞したことになる）。

### 5人から4人へ
2004年3月9日に、グループのエース格だったブライアン・マックファーデンが脱退する。理由は、家族との時間が欲しいとのこと。ブライアンはアトミック・キトゥンのケリー・カトーナと結婚し2人の子供がいたが、同年9月に離婚。離婚後、すぐにソロとしてのキャリアをスタートさせ、自分のウエストライフ時代の思いをつづった「リアル・トゥ・ミー」は全英チャート1位を記録した。また脱退する際の記者会見で「（メンバーの）シェーンとマークの歌唱力にはかなわない」とコメントしたことから、メイン・ボーカルを務めたかったのではないか、という理由もあげられている（しかし、実際はブライアンもメインを務めることが多かった）。その後はオーストラリア出身の歌手、デルタ・グッドレムと交際していたが、2011年に破局した。本来、メンバーを失うとグループは解散する傾向にあるが、ウエストライフはブライアン脱退後も4つのアリーナ・ツアーを成功させ、この年の暮れにはフランク・シナトラ、ボビー・ダーリンなどの曲をカバーしたスタンダード・アルバム『アラウ・アス・トゥ・ビー・フランク』をリリースしている。

### アルバム『フェイス・トゥ・フェイス』
4ヶ月の休養の後、新曲を発表。ノルウェー・アイルランド出身の二人組の歌手で演奏家のシークレット・ガーデンのカバー「You Raise Me Up」とアルバム『フェイス・トゥ・フェイス』がリリースされ、このシングルとアルバム両方が12月6日に全英シングルチャート、アイルランド・シングルチャートで1位を記録した。シングルと、アルバムが同じ週に両方とも1位を記録するのは初めての出来事であった。ウエストライフはそれでも続く解散の噂を笑い飛ばし続け、取材の際「最低でも20曲、全英チャート1位を記録する曲を歌いたい」と、のコメントを残した。

### アルバム『ラヴ・アルバム』
初のアジア・ツアーを9月4日から開始。フィリピン、韓国、シンガポール、香港、台湾、インドネシアで行われた。11月20日にはニュー・アルバム『ラヴ・アルバム』をリリース。アルバムチャートでは、ウエストライフのアルバムがオアシス、ビートルズ、U2らの強豪を破り1位に輝いた。4アーティストのアルバムが同じ日にリリースされ、熾烈な争いが注目されたその週のチャート。結果は、ウエストライフ1位、オアシスの『ストップ・ザ・クロックス』（2位）、ビートルズの『LOVE』（3位）、U2の『ザ・ベスト・オブU2 18シングルズ』（4位）の順に終わった。このアルバムからのシングル「ローズ」はウエストライフとして14度目の全英チャート1位を獲得。クリフ・リチャードと同数で、これを上回るのはエルヴィス・プレスリーとビートルズだけとなった。

### アルバム『バック・ホーム』
メンバーはロサンゼルスに滞在し、マイケル・ブーブレのカバーをレコーディングとプロモーションビデオの撮影をした。このカバー曲「ホーム」はイギリスで2007年10月29日に発売される前の10月初旬には彼らの公式ホームページで公開された。結果、同曲は全英チャート3位に終わる。オリジナル・ソング9曲、カバー・ソング3曲を含めた8枚目のスタジオ・アルバム『バック・ホーム』は同年11月5日にリリースされ、全英アルバムチャートで1位を獲得。また、この日は再結成したスパイス・ガールズのベスト盤『グレイテスト・ヒッツ』のリリース日であったが、スパイス・ガールズはウエストライフとの勝負を避け、リリース日を1週間遅らせた。ちなみに過去には会社側がスパイス・ガールズとアルバムの発売日を同じに設定し、マスコミもこれを大きく取り上げ壮絶な戦いとなったが、ウエストライフが圧勝していた。
2枚目のシングルとして「アス・アゲインスト・ザ・ワールド」を2008年3月3日リリースし、全英チャート8位を記録した。このリリースの前の2月25日からは「バック・ホーム・ツアー」と題したツアーを始め、イギリスのみならず初めてニュージーランドでツアーを行い成功をおさめた。なお、ヨーロッパとアジアの一部の国では「サムシング・ライト」が2枚目のシングルとしてリリースされ、前述の「アス・アゲインスト・ザ・ワールド」は3枚目としてリリースされた。

### アルバム『ホエア・ウィー・アー』
2009年7月1日から10枚目のニュー・アルバムにむけてレコーディング活動を再開。メンバーのニッキーはこれまでとは違ったプロデューサーや作詞家と共にアルバムを制作をしていくことを発表。ウエストライフの大ファンであることがわかったコールドプレイのクリス・マーティンやワンリパブリックのライアン・テダー、ダレン・ヘイズ、イン・シンクのJCシャゼイ、再結成したA1のベン・アダムスなどがその例である。
2009年11月30日にアルバム『ホエア・ウィー・アー』が発売され、全英アルバムチャート2位を記録。また同アルバムからのシングル「ホワット・アバウト・ナウ」は10月23日にリリースされ、全英チャート2位を記録した。また、2010年のハイチ大地震におけるチャリティ・ソング「エブリバディ・ハーツ」のレコーディングに参加し、同曲は全英チャート1位を記録した。

### アルバム『グラヴィティ』
11枚目のアルバムはグラミー賞受賞者であるジョン・シャンクスのもとロサンゼルスで制作され、2010年11月14日にリリースされたシングル「セーフ」は全英シングルチャートで10位を記録。25回目のトップ10入りとなった。また、アルバム『グラヴィティ』は全英チャート3位、アイルランド・チャート1位を記録した。

### 結成10周年
約10年活動を続けているウエストライフは解散する予定もなく、2008年6月1日には「10 Years of Westlife」と題したウエストライフ史上最大規模のライブを行った。ダブリンのクローク・パークで行われた同ライブはゲストにシェーン・ワードを迎え、収容人数は8万2300人の同スタジアムは満員となった。
2008年11月24日にはこのライブのDVDが発売され、UK、アイルランド、南アフリカ、香港、ニュージーランドのDVDチャートで1位を記録した。
「Back Home Tour」終了後、マネージャーであるルイ・ウォルシュから2009年7月1日までの1年間の休養宣言が公表された。しかし2008年12月13日にオーディション番組『Xファクター』でパフォーマンスをし、ボーイゾーンのスティーヴン・ゲイトリーと共にテレビ出演を果たしている。この休養期間中、メンバーのシェーンはインタビューですでに次のアルバムに収録される6曲は仕上がっていると発言し、またニッキーは2009年3月にはレコーディング活動を始める予定であると発言した。また、レオナ・ルイス、ブリトニー・スピアーズとコラボレーションをする噂もある。
マネージャーのルイ・ウォルシュとサイモン・コーウェルは2009年あるいは2010年にはアメリカ市場を狙ったプロモーション活動をすることを公にした。

### アルバム『グレイテスト・ヒッツ』、解散へ
2011年の年末、ベスト・アルバム『グレイテスト・ヒッツ』のリリースとともに、2012年にフェアウェル・ツアーと称した解散ツアーを行うと発表。2012年7月にはアイルランドで解散ライブを行ない、解散した。

### 結成20周年、再結成
シェーン・フィランはアルバムリリースを目指してソロ活動を行い、マーク・フィーリーはソングライターとして活動、ニッキー・バーンはスポーツ番組などの司会者とした活動するようである。またキーアン・イーガンは『Xファクター』などにも興味を示しており、解散前ではあったが『The Voice of Ireland』でコーチとして番組を盛り上げた。また、キーアン・イーガンは2013年にバンドを組んでツアーを行うことを発表している。しかしそれについての詳細は現時点では明かされていない。そのほか、キーアンはいくつかの音楽祭から声が掛かったがそれは断ったことを明かした。彼はまた朝の番組に出演するなど、すぐに公の場に姿を現している。
2018年10月3日、Twitterの公式アカウントで、ニュー・アルバムとツアーの決定が動画で紹介された。20周年の節目、実に6年ぶりのシーンへのカムバックとなる。
ブライアンは再結成に参加していないが、これに対してキーアンは「ブライアンは最初の5年間在籍していたが、それからの8年間、ブライアン抜きで活動してきた。確執はない。だが今のウエストライフのメンバーは4人なんだ。」、シェーンも「うちの娘に作品を見せたら「（ブライアンを指して）この人は誰？」と言うんだ。彼がグループを去ってからもう15年も過ぎているんだ、うちの13歳の娘はまだ生まれていなかったんだよ。」、それに対してマークは「15年も前のことなのにいつまで訊かれるんだろう。ブライアンが関与しているかどうかなんて疑問に思わないよ。」と付け加えている。ブライアンは再結成のニュースに祝福のツイートをしている。

## 記録
7曲連続で全英チャート1位
2000年12月にリリースされた8曲目のシングル「What Makes A Man」が2位にとどまり記録が止まる。
全英チャート1位最多獲得数
1999年5月から2006年11月にかけてウエストライフは14曲チャート1位を獲得。
デビュー・シングルからチャート1位最多連続獲得
デビュー・シングル「Swear It Again」から「My Love」にかけて7曲連続で全英チャート1位。
全英チャートトップ5にランクイン連続最多記録
1999年の「Swear It Again」から2007年の「Home」にかけて、9年間かけて22曲連続でトップ5にランクイン
1枚のアルバムで5曲のチャート1位シングル曲
デビュー・アルバム『ウエストライフ』から5曲、全英チャート1位を記録した。

## 私生活
ニッキーは2003年7月に幼いときから付き合っていたアイルランド首相の娘、ジョージナ・アハーンと結婚。2007年に双子の男の子の父になった。シェーンは、キーアンの従姉妹と2003年12月28日に結婚。2005年には父親になった。キーアンは元歌手のジョディ・アルバートと結婚。マークは2005年8月19日に自分がゲイであることをイギリスのタブロイド「ザ・サン」紙にて公にした。すでに解散しているボーイズグループ「V」のケヴィン・マックデイドと交際していたが、のちに破局した。

## ディスコグラフィ

### アルバム
| 年                                        | タイトル                                                | アルバム詳細                                                                                               | チャート最高位 | チャート最高位 | チャート最高位 | チャート最高位 | チャート最高位 | チャート最高位 | チャート最高位 | チャート最高位 | チャート最高位 | チャート最高位 | 認定 |
| 年                                        | タイトル                                                | アルバム詳細                                                                                               | IRE            | AUS            | AUT            | GER            | NLD            | NOR            | NZ             | SWE            | SWI            | UK             | 認定 |
| ----------------------------------------- | ------------------------------------------------------- | --- | -------------- | -------------- | -------------- | -------------- | -------------- | -------------- | -------------- | -------------- | -------------- | -------------- | --- |
| 1999                                      | ウエストライフ Westlife                                 | - 発売日: 1999年11月1日 - レーベル: BMG - フォーマット: CD, LP, cassette - 全英売上: 67万枚                | 1              | 15             | —              | 55             | 8              | 1              | 5              | 5              | 25             | 2              | - IRE: 15× プラチナ - AUS: ゴールド - NLD: ゴールド - NZ: 2× プラチナ - PHI: 25× プラチナ - SWE: プラチナ - UK: 5× プラチナ                                               |
| 2000                                      | コースト・トゥ・コースト Coast to Coast                 | - 発売日: 2000年11月6日 - レーベル: BMG - フォーマット: CD, LP, cassette - 全英売上: 168.5万枚             | 1              | 40             | 59             | 19             | 13             | 6              | 2              | 3              | 38             | 1              | - IRE: 7× プラチナ - AUS: ゴールド - GER: ゴールド - JPN: ゴールド - NLD: ゴールド - NZ: 4× プラチナ - PHI: 9× プラチナ - SWE: プラチナ - SWI: ゴールド - UK: 6× プラチナ |
| 2001                                      | ワールド・オブ・アワ・オウン World of Our Own           | - 発売日: 2001年11月12日 - レーベル: BMG - フォーマット: CD, LP, cassette - 全英売上: 120万枚              | 1              | —              | 9              | 8              | 10             | 7              | 3              | 1              | 19             | 1              | - AUT: ゴールド - GER: ゴールド - NLD: ゴールド - NZ: 2× プラチナ - SWE: プラチナ - SWI: ゴールド - UK: 4× プラチナ                                                       |
| 2003                                      | ターンアラウンド Turnaround                             | - 発売日: 2003年11月24日 - レーベル: BMG - フォーマット: CD, LP, cassette - 全英売上: 60万枚               | 1              | —              | 42             | 20             | 33             | 37             | 42             | 5              | 24             | 1              | - SWE: ゴールド - UK: 2× プラチナ |
| 2004                                      | アラウ・アス・トゥ・ビー・フランク Allow Us to Be Frank | - 発売日: 2004年11月6日 - レーベル: BMG - フォーマット: CD, LP, digital download - 全英売上: 60万枚        | 2              | —              | —              | 30             | 32             | —              | —              | 5              | 75             | 3              | - UK: 2× プラチナ |
| 2005                                      | フェイス・トゥ・フェイス Face to Face                   | - 発売日: 2005年10月31日 - レーベル: Sony BMG - フォーマット: CD, LP, digital download - 全英売上: 130万枚 | 1              | 1              | —              | 18             | 30             | 7              | —              | 9              | 14             | 1              | - IRE: 8× プラチナ - AUS: プラチナ - SWE: ゴールド - UK: 4× プラチナ |
| 2006                                      | ラヴ・アルバム The Love Album                           | - 発売日: 2006年11月20日 - レーベル: Sony BMG - フォーマット: CD, LP, digital download - 全英売上: 100万枚 | 1              | 11             | 49             | 34             | 49             | 1              | 2              | 3              | 27             | 1              | - IRE: 10× プラチナ - AUS: プラチナ - NZ: 3× プラチナ - UK: 3× プラチナ                                                                                                   |
| 2007                                      | バック・ホーム Back Home                                | - 発売日: 2007年11月5日 - レーベル: Sony BMG - フォーマット: CD, LP, digital download - 全英売上: 90万枚   | 1              | 14             | 65             | 45             | 48             | 18             | 12             | 33             | 19             | 1              | - IRE: 5× プラチナ - NZ: ゴールド - SWE: ゴールド - UK: 3× プラチナ |
| 2009                                      | ホエア・ウィ・アー Where We Are                         | - 発売日: 2009年11月30日 - レーベル: Sony - フォーマット: CD, LP, digital download - 全英売上: 60万枚      | 2              | —              | 53             | 42             | —              | —              | 13             | 8              | 25             | 2              | - IRE: 3× プラチナ - NZ: ゴールド - SWE: ゴールド - UK: 2× プラチナ |
| 2010                                      | グラヴィティ Gravity                                    | - 発売日: 2010年11月22日 - レーベル: Sony - フォーマット: CD, LP, digital download - 全英売上: 35.8万枚    | 1              | —              | —              | —              | 76             | —              | 22             | 46             | 50             | 3              | - IRE: 2× プラチナ - UK: プラチナ |
| 2019                                      | スペクトラム Spectrum                                   | - 発売日: 2019年11月15日 - レーベル: Universal、Virgin EMI - フォーマット: CD, LP, digital download        | 1              | —              | —              | 69             | —              | —              | —              | —              | 23             | 1              | - IRE: プラチナ - UK: ゴールド |
| 2021                                      | ワイルド・ドリームズ Wild Dreams                        | - 発売日: 2021年11月26日 - レーベル: East West - フォーマット: CD, LP, digital download                    | 2              | —              | —              | 75             | 46             | —              | —              | —              | 71             | 2              | - UK: シルバー |
| "—"は未発売またはチャート圏外を意味する。 |                                                         | |                |                |                |                |                |                |                |                |                |                | |

### コンピレーション・アルバム
| 年                                        | タイトル                                                                       | アルバム詳細                                                                                               | チャート最高位 | チャート最高位 | チャート最高位 | チャート最高位 | チャート最高位 | チャート最高位 | チャート最高位 | チャート最高位 | チャート最高位 | チャート最高位 | 認定                                                                                |
| 年                                        | タイトル                                                                       | アルバム詳細                                                                                               | IRE            | AUS            | AUT            | GER            | NLD            | NOR            | NZ             | SWE            | SWI            | UK             | 認定                                                                                |
| ----------------------------------------- | ------------------------------------------------------------------------------ | --- | -------------- | -------------- | -------------- | -------------- | -------------- | -------------- | -------------- | -------------- | -------------- | -------------- | ----------------------------------------------------------------------------------- |
| 2000                                      | No.1ヒッツ&レア・トラックス No.1 Hits and Rare Tracks                          | - 発売日: 2000年8月23日 - レーベル: BMG, RCA - フォーマット: CD                                            | —              | —              | —              | —              | —              | —              | —              | —              | —              | —              |                                                                                     |
| 2001                                      | Golden Hits                                                                    | - 発売日: 2001年 - レーベル: BMG, RCA - フォーマット: CD                                                   | —              | —              | —              | —              | —              | —              | —              | —              | —              | —              |                                                                                     |
| 2002                                      | Grandes Exitos                                                                 | - 発売日: 2002年 - レーベル: BMG, RCA - フォーマット: CD                                                   | —              | —              | —              | —              | —              | —              | —              | —              | —              | —              |                                                                                     |
| 2002                                      | グレイテスト・ヒッツ〜アンブレイカブル Unbreakable: The Greatest Hits Volume 1 | - 発売日: 2002年8月23日 - レーベル: BMG - フォーマット: CD, LP, cassette - 全英売上: 200万枚               | 1              | 66             | 14             | 7              | 3              | 10             | 1              | 2              | 14             | 1              | - NLD: ゴールド - NZ: 2× プラチナ - SWE: プラチナ - SWI: ゴールド - UK: 6× プラチナ |
| 2005                                      | Released                                                                       | - 発売日: 2005年3月28日 - レーベル: Sony BMG - フォーマット: CD                                            | —              | —              | —              | —              | —              | —              | —              | —              | —              | —              |                                                                                     |
| 2011                                      | グレイテスト・ヒッツ Greatest Hits                                             | - 発売日: 2011年11月18日 - レーベル: Sony, RCA - フォーマット: CD, LP, digital download - 全英売上: 60万枚 | 1              | —              | —              | 75             | 64             | 31             | 17             | 46             | 96             | 4              | - IRE: 3× プラチナ - UK: 2× プラチナ                                                |
| 2014                                      | The LoveSongs                                                                  | - 発売日: 2014年3月3日 - レーベル: Camden, Sony - フォーマット: digital download                           | 89             | —              | —              | —              | —              | —              | —              | —              | —              | —              |                                                                                     |
| 2014                                      | Best of the Best                                                               | - 発売日: 2014年7月14日 - レーベル: Sony - フォーマット: CD                                                | —              | —              | —              | —              | —              | —              | —              | —              | —              | —              |                                                                                     |
| "—"は未発売またはチャート圏外を意味する。 |                                                                                | |                |                |                |                |                |                |                |                |                |                |                                                                                     |

### ナンバー1シングル&トップ3[51]
| 数 | リリース日     | タイトル                                                                  | タイトル(原題)                                             | アルバム名                                   | 週 |
| -- | -------------- | ------------------------------------------------------------------------- | ---------------------------------------------------------- | -------------------------------------------- | -- |
| 1  | 1999年4月12日  | "愛の誓い〜スウェアー・イット・アゲイン"                                  | "Swear It Again"                                           | ウエストライフ                               | 2  |
| 2  | 1999年8月9日   | "イフ・アイ・レット・ユー・ゴー"                                          | "If I Let You Go"                                          | ウエストライフ                               | 1  |
| 3  | 1999年10月18日 | "フライング・ウィズアウト・ウィングス"                                    | "Flying Without Wings"                                     | ウエストライフ                               | 1  |
| 4  | 1999年12月6日  | "アイ・ハヴ・ア・ドリーム / そよ風のバラード"                             | "I Have a Dream / Season In The Sun"                       | ウエストライフ                               | 4  |
| 5  | 2000年3月17日  | "フール・アゲイン"                                                        | "Fool Again"                                               | ウエストライフ                               | 1  |
| 6  | 2000年9月18日  | "見つめて欲しい"（with マライア・キャリー）                               | "Against All Odds(Take A Look At Me Now)"with Mariah Carey | コースト・トゥ・コースト                     | 2  |
| 7  | 2000年10月31日 | "マイ・ラヴ"                                                              | "My Love"                                                  | コースト・トゥ・コースト                     | 1  |
| 8  | 2000年12月18日 | "ホワット・メイクス・ア・マン"                                            | "What Makes a Man"                                         | コースト・トゥ・コースト                     | 2  |
| 9  | 2001年2月26日  | "アップタウン・ガール"                                                    | "Uptown Girl"                                              | コースト・トゥ・コースト                     | 1  |
| 10 | 2001年11月5日  | "クイーン・オブ・マイ・ハート"                                            | "Queen of My Heart"                                        | ワールド・オブ・アワ・オウン                 | 1  |
| 11 | 2002年2月18日  | "ワールド・オブ・アワ・オウン"                                            | "World of Our Own"                                         | ワールド・オブ・アワ・オウン                 | 1  |
| 12 | 2002年10月28日 | "アンブレイカブル"                                                        | "Unbreakable"                                              | ザ・グレイテスト・ヒッツ〜アンブレイカブル〜 | 1  |
| 13 | 2003年11月10日 | "哀しみのマンディ"                                                        | "Mandy"                                                    | ターンアラウンド                             | 1  |
| 14 | 2005年10月24日 | "ユー・レイズ・ミー・アップ"                                              | "You Raise Me Up"                                          | フェイス・トゥ・フェイス                     | 2  |
| 15 | 2005年12月12日 | "ホエン・ユウ・テル・ミイ・ザット・ユウ・ラブ・ミイ (with ダイアナ ロス)" | "When You Tell Me That You Love Me(with Diana Ross)"       | フェイス・トゥ・フェイス                     | 2  |
| 16 | 2006年11月 6日 | "ローズ"                                                                  | "The Rose"                                                 | ラブ・アルバム                               | 1  |
| 17 | 2007年10月29日 | "ホーム"                                                                  | "Home"                                                     | バック・ホーム                               | 1  |
| 18 | 2009年10月23日 | "ワット・アバウト・ナウ"                                                  | "What About Now"                                           | ホエア・ウィー・アー                         | 2  |

## ライブ活動
- Where Dreams Come True Tour（2001年）
- World Of Our Own Tour（2002年）（イギリス本土のみ）
- The Greatest Hits Tour（2003年）
- Turnaroud Tour（2004年）
- The No1's Tour（2005年）
- Face To Face Tour（2006年）
- The Love World Tour（2007年）
- Back Home Tour (2008年)
- Where We Are Tour (2010年)
- Gravity Tour (2011年)

## 来日公演
- Where Dreams Come True Tour
  - 2001年6月4日、赤坂BLITZ
  - 2001年6月5日、赤坂BLITZ
  - 2001年6月6日、ZeppOsaka